# バスケットボール女子レバノン代表
バスケットボール女子レバノン代表（Lebanon women's national Basketball team）は、レバノンバスケットボール連盟により国際大会に派遣されるレバノンの女子バスケットボールナショナルチームである。
アジア選手権の出場は2001年の1回のみ。アジア競技大会も2006年に初出場で6ヶ国中最下位であった。
2009年、2度目のアジア選手権出場。

## 過去の成績
- オリンピックの成績
  - 出場なし
- W杯の成績
  - 出場なし
- アジア杯の成績
  - ディビジョンB優勝：2021
- アジア大会の成績
  - 6位：2006